# Rhamnus pentapomica
Rhamnus pentapomica är en brakvedsväxtart som beskrevs av R. N. Parker. Rhamnus pentapomica ingår i släktet getaplar, och familjen brakvedsväxter. Inga underarter finns listade i Catalogue of Life.